# Гронтардо
Гронтардо, Ґронтардо (італ. Grontardo) — муніципалітет в Італії, у регіоні Ломбардія,  провінція Кремона.
Гронтардо розташоване на відстані близько 420 км на північний захід від Рима, 85 км на схід від Мілана, 12 км на північний схід від Кремони.
Населення — 1462 особи (2014).
Покровитель — San Basilio.

## Демографія
Населення за роками:

Станом на 1 січня 2023 року в муніципалітеті офіційно проживало 199 іноземців з 15 країн, серед них 31 громадянин країн Євросоюзу та 4 громадяни України.

## Сусідні муніципалітети
- Корте-де'-Фраті
- Габбьонета-Бінануова
- Гадеско-П'єве-Дельмона
- Персіко-Дозімо
- Пескароло-ед-Уніті
- Скандолара-Рипа-д'Ольйо
- Весковато